# Egialeu
|  | No s'ha de confondre amb Egialeu (fill d'Ínac). |

D'acord amb la mitologia grega, Egialeu (en grec antic Αἰγιαλεύς) va ser un heroi, fill d'Adrast, rei d'Argos, i d'Amfítea.
Va seguir el seu pare, que va ser l'únic supervivent de l'atac dels set cabdills contra Tebes a la guerra dels epígons, on va morir a mans de Laodamant. Casat amb Neleide, va tenir un fill, Cianip, que va ser l'últim rei d'Argos de la dinastia de Biant. Es diu que Adrast va morir de pena per la mort del seu fill Egialeu.